# Festival du film français d'Helvétie
Le Festival du film français d'Helvétie (FFFH) est un festival de cinéma français en Suisse. Il se déroule à Bienne dans le canton de Berne. Le festival est réputé pour promouvoir la francophonie en Suisse, et plus particulièrement en Suisse alémanique en s'assurant notamment que tous les films présentés soient sous-titrés en allemand puisqu'au moins la moitié de l'audience est alémanique. À ce titre, tous les podiums de discussion sont en traduction simultanée en allemand. En sa qualité d'événement culturel en faveur de la francophonie, le festival a reçu notamment en 2016 le prix des Ambassadeurs francophones accrédités auprès de la Confédération pour la mise en valeur du monde francophone.

## Historique
C'est à la suite d'un voyage en Finlande que le cofondateur et directeur du festival Christian Kellenberger a eu l'idée de créer le festival.
Le FFFH fut fondé en 1991 et exista pendant 7 ans jusqu'en 1997. En 2005, un nouveau comité d'organisation relance l'idée. Les éditions successives se déroulent dès lors aux cinémas Rex et Palace. En 2023, le Festival célèbre sa 19e édition, depuis la reprise de son activité en 2005.

### Programmation
Le FFFH dédie sa programmation au cinéma français/francophone et propose un clin d'œil au cinéma suisse. Pendant cinq jours consacrés au cinéma français/francophone, une quarantaine de longs-métrages dont de nombreuses Grandes Premières sont dévoilés à Bienne en version originale sous-titrés pour la plupart en allemand. En 2023, c'est le film Bernadette avec Catherine Deneuve qui est dévoilé près de 2 semaines avant sa sortie en salle en France.
Les courts-métrages sont représentés en compétition dans la Section découverte.
Le festival organise également la Journée des Enfants, une journée consacrée aux rires et au plaisir.
En outre, un clin d'œil au cinéma suisse fait également partie de la programmation, cette spécificité permettant de mettre en valeur le cinéma suisse romand.

### Fréquentation et invités
En l’espace de sept éditions, le Festival avait accueilli plus de 190 talents et 220 longs-métrages. En 2005, ce sont 2 500 personnes qui participent à la première édition. En 2011, le festival a revendiqué 10 400 visiteurs alors qu'en 2012, il en a revendiqué 12 000. En 2017, la fréquentation du festival était de 14 500. Après 2 ans au ralenti entre 2019 et 2020 pour cause de pandémie de Covid-19, le festival retrouve des couleurs et des salles combles en 2021 avec 13 000 festivaliers, soit 20% de plus qu’en 2020. En 2022, le chiffre atteint 17 200 festivaliers.
Parmi les invités du festival au fil des ans, on retrouve des grands noms du cinéma français et francophone tels que les frères Jean-Pierre et Luc Dardenne, Coline Serreau, Melvil Poupaud, Pascal Légitimus, Tahar Rahim, Jean-Paul Rouve, Joey Starr, Ramzy Bedia, Patrick Bruel, Olivier Assayas, Valeria Bruni Tedeschi, Tarek Boudali et Philippe Lacheau, Louis Garrel, Gaspard Ulliel, Noémie Merlant, Kad Merad, Élodie Bouchez, Camille Chamoux, Adèle Haenel, Agnès Jaoui, Mélanie Thierry, Cécile de France, Géraldine Nakache, Nicole Garcia, Nathalie Baye, Clovis Cornillac ou encore Claude Lelouch, Danièle Thompson, Zabou Breitman, Charles Berling, Jean-Pierre Darroussin, Gilbert Melki et André Dussollier pour ne citer que ceux-là.

### Antenne du festival à Berne et FFFH Itinérant
En 2017, il est prévu qu'une partie du festival se déroule à Berne, en parallèle à son déroulement en Bienne, avec la projection d'une quinzaine de films du festival en avant-première. Une période de test de 3 ans est prévue à partir de cette date pour estimer l'éventuelle pérennité de l'événement sous cette forme. En 2020, le projet d'extension en ville de Berne se transforme en mode itinérant (FFFH Itinérant) à travers le canton de Berne du côté alémanique. En 2022, le FFFH Itinérant s'arrête pour la première fois dans la région francophone du canton de Berne, dans le Jura bernois.

## Catégories de récompense

### Sélection
La sélection de films se fait en quatre catégories :
- les films français/francophones distribués en Suisse (Section FFFH) ;
- les films français ou coproductions avec la France en version originale non-française (Section Horizon) ;
- les films suisses ou coproductions (Section Le Clin d’œil) ;
- les films non distribués en Suisse (Section découverte). Cette programmation présente des fictions, des documentaires et des films d’animation. La Section découverte propose notamment une série de courts-métrages en compétition ainsi que plusieurs longs-métrages français/francophones inédits en Suisse.

### Prix
Le festival décerne deux prix :
- le Prix « découverte Bonhôte » d'une valeur de 3 000 CHF pour les courts-métrages de moins de 24 minutes dans la Section FFFH ;
- le Prix Forum du bilinguisme « Lorsque les langues se rencontrent » de 2 000 CHF pour un court-métrage traitant spécifiquement de la langue ;

## Palmarès 2017

### Long métrage - sélection FFFH
- Le Petit Spirou •  France  Belgique[21]